# Lockvattnet
Lockvattnet (tidigare kallad Lekvattnet) är en sjö i Gnesta kommun i Södermanland och ingår i Trosaåns huvudavrinningsområde. Sjön har en area på 5,86 kvadratkilometer och ligger 25,2 meter över havet. Sjön avvattnas av vattendraget Väla å.
Sjön är belägen öster om Båven, mellan Björnlunda och Stjärnhov. I sjöns norra ände ligger slottet Elghammar (skrivs ibland Älghammar).

## Delavrinningsområde
Lockvattnet ingår i delavrinningsområde (654676-157416) som SMHI kallar för Utloppet av Lockvattnet. Medelhöjden är 36 meter över havet och ytan är 17,47 kvadratkilometer. Det finns inga avrinningsområden uppströms utan avrinningsområdet är högsta punkten. Väla å som avvattnar avrinningsområdet har biflödesordning 2, vilket innebär att vattnet flödar genom totalt 2 vattendrag innan det når havet efter 46 kilometer. Avrinningsområdet består mestadels av skog (52 procent). Avrinningsområdet har 5,85 kvadratkilometer vattenytor vilket ger det en sjöprocent på 33,4 procent.